# Xuân An
Xuân An is een phường van Long Khánh, een thị xã in de provincie Đồng Nai.